# پراسلاویتسه
پراسلاویتسه (به چکی: Přáslavice) یک منطقهٔ مسکونی در جمهوری چک است که در ناحیه اولومووتس واقع شده‌است. پراسلاویتسه ۷٫۲۷ کیلومتر مربع مساحت و ۱٬۲۸۰ نفر جمعیت دارد و ۳۲۶ متر بالاتر از سطح دریا واقع شده‌است.